# Citronelal
Citronelal (ou rodinal) é um monoterpenoide aldeído acíclico, cuja nomenclatura IUPAC é 3,7-dimetiloct-6-en-1-al. É um dos mais importantes compostos de aroma na natureza, sendo o principal responsável pelo cheiro característico de limão do óleo essencial de citronela.
Como um centro quiral em sua estrutura, o citronelal existe na forma de dois enantiômeros: (R)-(+)-citronelal e (S)-(−)-citronelal. Ambos são encontrados na natureza e possuem grande valor comercial. O (R)-enantiômero é o mais comum, encontrado em óleos de Cymbopogon e Corymbia citriodora.
Suas aplicações são vastas, abrangendo desde seu uso massivo como repelente de insetos e em perfumaria, até seu papel estratégico como um bloco de construção versátil na síntese orgânica de compostos complexos como o mentol.

## História
O óleo de citronela é utilizado há séculos em práticas tradicionais na Ásia como repelente de insetos e em remédios populares. A isolação e caracterização de seus componentes, no entanto, ocorreram com o avanço da química orgânica no final do século XIX e início do século XX. O citronelal, como principal constituinte, foi identificado e sua estrutura elucidada, permitindo sua exploração comercial em larga escala. A indústria de fragrâncias de Grasse, na França, foi uma das pioneiras a utilizar o citronelal e seus derivados, como o hidroxicitronelal, para criar notas florais e cítricas em perfumes. A descoberta de que o (+)-citronelal poderia ser convertido eficientemente em (-)-mentol no século XX revolucionou a produção deste último, que antes dependia exclusivamente da extração do óleo de menta.

## Ocorrência e Fontes Naturais

### Distribuição em Plantas
O citronelal é amplamente distribuído no reino vegetal, sendo o principal componente volátil de diversas plantas aromáticas. As fontes mais notáveis incluem:
- Cymbopogon (Capim-citronela): As espécies Cymbopogon nardus (citronela do Ceilão) e Cymbopogon winterianus (citronela de Java) são as fontes comerciais primárias. O óleo da citronela de Java é mais valorizado por conter maiores concentrações de citronelal (32–45%) e geraniol (11–13%).[8]
- Corymbia citriodora (Eucalipto-limão): O óleo essencial desta árvore, nativa da Austrália, é extremamente rico em citronelal, podendo conter entre 65% e 85% do composto.[4]
- Litsea cubeba (May Chang): O óleo extraído dos frutos desta planta, nativa do sudeste asiático, também contém citronelal, embora o citral seja geralmente o componente majoritário.[9]
- Leptospermum petersonii (Tea Tree de Limão): Esta variedade de tea tree australiana é outra fonte rica em citronelal.

### Quiralidade na Natureza
A estereoquímica do citronelal varia com a fonte botânica:
- (R)-(+)-Citronelal: É o enantiômero predominante, quase exclusivo, nos óleos de Cymbopogon e Corymbia citriodora. É o isômero de maior importância industrial.
- (S)-(−)-Citronelal: É encontrado em menores quantidades e, em certas plantas, pode ser o isômero principal, embora tais fontes sejam menos comuns.

## Química e Propriedades

### Propriedades Físico-Químicas
O citronelal é um líquido oleoso, incolor a amarelo pálido, com um forte e característico odor cítrico. É volátil e quase insolúvel em água, mas miscível com a maioria dos solventes orgânicos. Seu ponto de fulgor relativamente alto (acima de 70 °C) o torna seguro para manuseio em muitas aplicações industriais.

### Estereoquímica
A presença de um carbono assimétrico na posição 3 confere ao citronelal suas propriedades quirais. Os dois enantiômeros possuem odores ligeiramente distintos, uma característica comum em terpenoides quirais. O (R)-isômero é frequentemente descrito como mais fresco e cítrico, enquanto o (S)-isômero pode ter notas mais herbais. Essa diferença, embora sutil, é crucial na indústria de fragrâncias finas.

### Reatividade
A reatividade do citronelal é dominada pela presença de dois grupos funcionais: o aldeído e a ligação dupla carbono-carbono.
- Redução: O grupo aldeído pode ser facilmente reduzido a um álcool primário, formando o citronelol. A ligação dupla também pode ser hidrogenada, resultando no 3,7-dimetiloctanol.
- Oxidação: A oxidação do aldeído leva à formação do ácido citronélico.
- Ciclização Intramolecular (Reação de Prins): Esta é uma das reações mais importantes do citronelal. Na presença de um ácido de Lewis (como AlCl₃, ZnBr₂) ou ácido de Brønsted, o citronelal sofre uma reação de ciclização eno intramolecular para formar o isopulegol. Esta reação é estereoespecífica e fundamental na síntese do mentol.[10]

## Produção e Síntese

### Biossíntese
Nas plantas, o citronelal é sintetizado a partir do geraniol. A via biossintética começa com o geranil pirofosfato (GPP), um intermediário chave na via dos terpenoides. O geraniol é formado a partir do GPP e, em seguida, uma enzima oxidorredutase o converte em citral (uma mistura de geranial e neral). Finalmente, uma enzima eno-redutase reduz seletivamente a ligação dupla conjugada do citral para formar o (R)- ou (S)-citronelal, dependendo da estereosseletividade da enzima presente na planta.

### Extração de Fontes Naturais
O método predominante para a obtenção comercial do citronelal é a destilação a vapor ou hidrodestilação das folhas e caules de Cymbopogon winterianus ou Corymbia citriodora. O processo envolve passar vapor de água através do material vegetal, o que arrasta os compostos voláteis. O vapor é então condensado, e o óleo essencial, por ser imiscível com a água, é facilmente separado.

### Síntese Industrial
Embora a extração natural seja comum, o citronelal também é produzido sinteticamente, especialmente para garantir a pureza de um enantiômero específico. As principais rotas partem de outros terpenos abundantes:
- A partir do Geraniol/Nerol: O geraniol ou nerol pode ser rearranjado para citronelal. Processos catalíticos que utilizam complexos de metais de transição (como ródio ou rutênio) podem realizar esta transformação com alta seletividade.
- A partir do Mirceno: Uma rota importante da BASF envolve a reação do mirceno com dietilamina para formar um intermediário enamina, que é então hidrolisado para produzir citronelal.
- A partir do Citral: A hidrogenação seletiva da ligação dupla α,β-insaturada do citral produz citronelal. Esta reação requer catalisadores quimiosseletivos para evitar a redução do grupo aldeído.

## Aplicações e Usos

### Repelente de Insetos
O citronelal é um dos repelentes de insetos de origem vegetal mais eficazes e amplamente utilizados no mundo. É o principal componente ativo do óleo de citronela.

#### Mecanismo de Ação
Originalmente, acreditava-se que o citronelal simplesmente mascarava os odores atrativos para os insetos (como CO₂ e ácido lático). No entanto, pesquisas mais recentes revelaram um mecanismo mais complexo. Estudos em mosca-das-frutas (Drosophila melanogaster) e mosquitos mostraram que o citronelal atua como um agonista do canal iônico TRPA1 (Transient Receptor Potential Ankyrin 1). O TRPA1 é um receptor de "irritantes" químicos presente nas antenas e nos órgãos gustativos dos insetos. A ativação deste canal pelo citronelal provoca uma sensação aversiva, forçando o inseto a se afastar da fonte. Isso o classifica como um repelente espacial verdadeiro, e não apenas um bloqueador de odores.

### Indústria de Fragrâncias e Aromas
O citronelal é um pilar na paleta de ingredientes dos perfumistas. É usado para conferir notas cítricas, frescas e verdes a perfumes, colônias, sabonetes, detergentes e produtos de limpeza. Também é utilizado como aromatizante em alimentos e bebidas, embora em concentrações muito baixas.

### Precursor em Síntese Orgânica
A versatilidade química do citronelal o torna um valioso material de partida quiral na indústria química fina.

#### Síntese de (-)-Mentol
Esta é a aplicação sintética mais importante do citronelal. Cerca de 80% do mentol sintético mundial é produzido a partir do (+)-citronelal. O processo, desenvolvido pela Takasago International Corporation, é um exemplo clássico de catálise assimétrica:
1. Ciclização: O (+)-citronelal é tratado com um catalisador de zinco (como o brometo de zinco) para induzir uma ciclização eno intramolecular (reação de Prins), formando uma mistura de isômeros de isopulegol, com o (-)-isopulegol como produto principal (cerca de 94% de seletividade).
2. Hidrogenação: O (-)-isopulegol é então hidrogenado sobre um catalisador de níquel (Níquel de Raney), que adiciona hidrogênio à ligação dupla do anel, resultando no (-)-mentol com alta pureza diastereoisomérica.[13]

#### Síntese de Citronelol e Hidroxicitronelal
- Citronelol: A hidrogenação seletiva do grupo aldeído do citronelal, sem afetar a ligação dupla, produz o citronelol, um álcool com um agradável aroma de rosas, também muito usado em perfumaria.
- Hidroxicitronelal: A hidratação da ligação dupla do citronelal, seguida da manutenção do grupo aldeído, leva à formação do hidroxicitronelal, um composto com um forte aroma floral de lírio-do-vale, embora seu uso tenha sido restringido devido ao seu potencial alergênico.

### Aplicações Farmacológicas
O citronelal é objeto de inúmeras pesquisas devido às suas propriedades bioativas.
- Atividade Anti-inflamatória: Estudos demonstraram que o citronelal pode inibir a produção de mediadores inflamatórios. Seu mecanismo parece envolver a inibição da via do ácido araquidônico e a supressão de citocinas pró-inflamatórias, além de reduzir o estresse oxidativo.[14]
- Atividade Antimicrobiana e Antifúngica: O citronelal exibe atividade de amplo espectro contra diversas bactérias e fungos patogênicos, incluindo Candida albicans, Aspergillus niger e Escherichia coli. Sua natureza lipofílica permite que ele desestabilize as membranas celulares dos micro-organismos, levando à morte celular.[15]

## Segurança e Toxicologia

### Saúde Humana
Quando usado em produtos de consumo diluídos, o citronelal é considerado seguro. No entanto, em sua forma pura ou concentrada, apresenta riscos:
- Irritação: É classificado como irritante para a pele (H315) e pode causar irritação ocular grave (H319).[3]
- Sensibilização Cutânea: O citronelal é um conhecido alérgeno de contato. Pode causar dermatite alérgica em indivíduos sensibilizados (H317). Por essa razão, a Associação Internacional de Fragrâncias (IFRA) estabelece limites de concentração para seu uso em produtos que entram em contato com a pele.[16]

### Dados Toxicológicos
- Toxicidade Aguda: A toxicidade aguda do citronelal é baixa. A dose letal mediana (LD50) por via oral em ratos é de aproximadamente 2,42 g/kg. A LD50 dérmica em coelhos é superior a 2,5 g/kg.[3]
- Genotoxicidade e Carcinogenicidade: Estudos não demonstraram evidências de que o citronelal seja mutagênico ou carcinogênico.

### Regulamentação
Nos Estados Unidos, a Agência de Proteção Ambiental (EPA) classifica o óleo de citronela como um biopesticida de risco mínimo, reconhecendo sua baixa toxicidade para humanos e o meio ambiente. Na União Europeia, o citronelal está listado como uma das 26 substâncias alergênicas que devem ser declaradas na rotulagem de produtos cosméticos quando presentes acima de certas concentrações.